# Слёйтер, Пем
Пем Слёйтер (нидерл. Pem Sluijter, полн. Petronella Eduard Maria Rutgers-Sluijter) (15 мая 1939, Мидделбург — 18 декабря 2007, Гаага) — нидерландская поэтесса.
Пем Слёйтер изучала философию, женские исследования и журналистику. Работала журналисткой в газете Het Parool.
Начала печататься в 1997 году в 58-летнем возрасте, выпустив сборник стихов «Роза — это цветок» (нидерл. Roos is een bloem). Она получила за него премию Буддинга, присуждаемую дебютантам. В 2004 году вышел второй сборник «Свет Аттики» (нидерл. Het licht van Attica).